# Casa de Thomas Mann
La Casa de Thomas Mann en el 1550 de San Remo Drive en Pacific Palisades, en Los Ángeles (Estados Unidos), fue diseñada por el arquitecto modernista de origen alemán J. R. Davidson para el escritor alemán exilado Thomas Mann, en 1941. Mann vivió en allí entre 1942 y 1952, antes de su emigración a Suiza, donde pasó los últimos tres años de su vida. La casa fue vendida por Mann a un abogado norteamericano y su esposa, y se mantuvo en su familia hasta su compra por parte del gobierno alemán en el 2016. Está prevista una restauración de la casa, con la intención de que la casa se convierta en una residencia de artistas, como la cercana Villa Aurora, la casa del escritor alemán compañero de exilio de Mann, Lion Feuchtwanger. La casa tiene una superficie de 460 m² y está ubicada en una parcela de un acre.

## Ubicación
La casa está ubicada en el distrito Riviera de Pacific Palisades, un suburbio de la ciudad de Los Ángeles. Robert Winter, en su libro An Arch Guidebook to Los Angeles, describe la casa como "casi imposible" de ver, ya que la casa está oculta a la vista del público debido a setos, arbustos y palmeras. Mann había comprado la parcela de tierra en septiembre de 1940, que describió en una carta como "un pedazo de tierra ... con siete palmeras y muchos limoneros". En contraste con las otras casas locales, la Casa de Thomas Mann fue descrita por el Frankfurter Allgemeine Zeitung como "discreta en comparación con las casas vecinas construidas en todo tipo de estilos que van desde los castillos moriscos hasta los barrocos".

## Historia

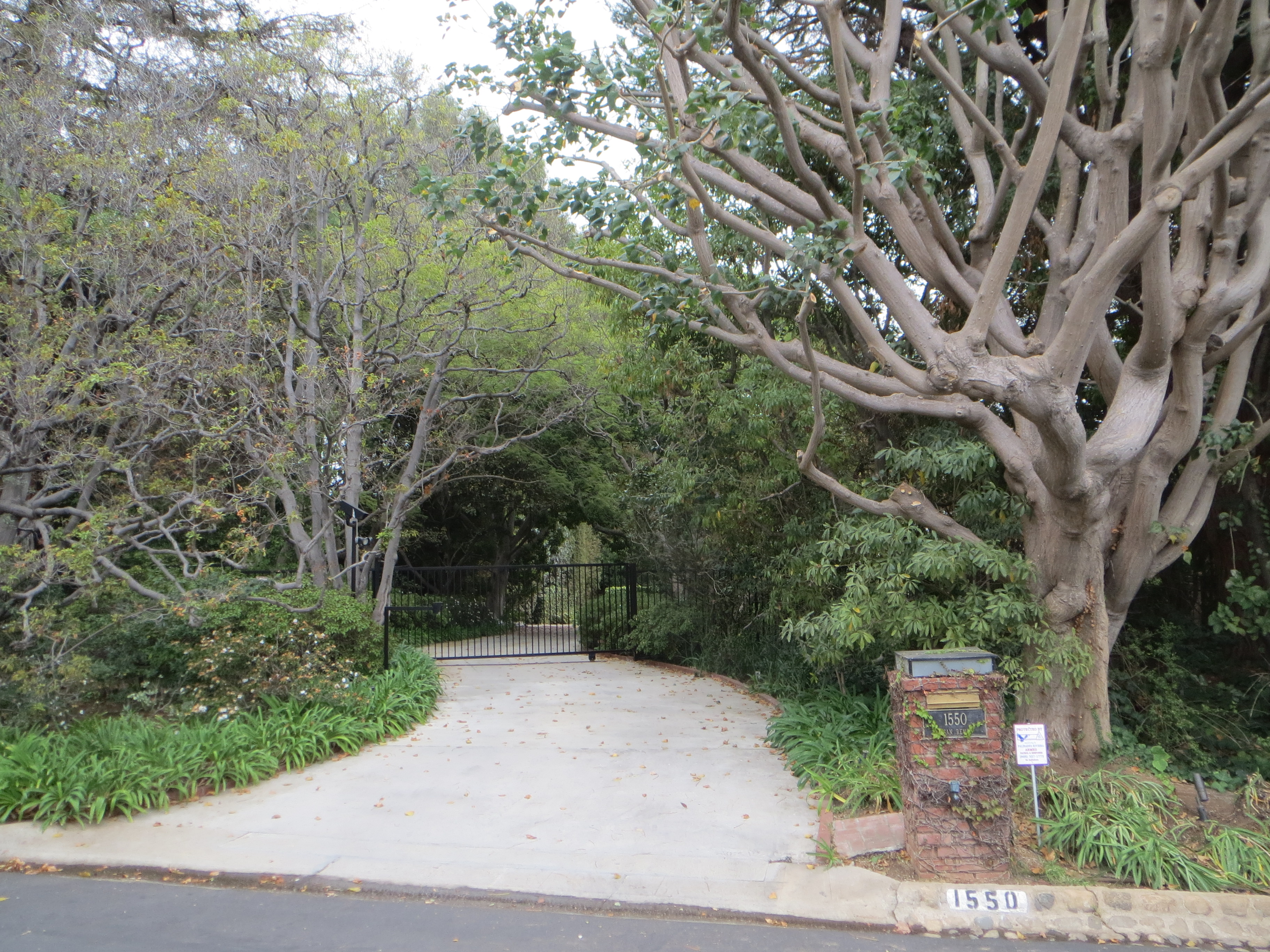
Verja, 2014.

Mann fue cortejado originalmente por el arquitecto Richard Neutra, un compañero expatriado alemán, que deseaba diseñar su casa. En abril de 1938, Neutra había llevado a Mann a recorrer las casas modernas de Los Ángeles, pero a Mann le había desagradado el estilo moderno, y luego escribió en su diario que el "estilo de caja de vidrio cubista" era "desagradable". Varios años más tarde, cuando los Mann se habían establecido en California, la actitud persistente de Neutra con respecto a la cuestión en una fiesta organizada por Vicki Baum agrió cualquier relación entre ellos, lo que llevó a Mann a susurrarle a un huésped que dijera: "quítate ese Neutra de encima". 
Mann eligió al arquitecto modernista más conservador JR Davidson para diseñar la casa, quien realizó una "versión más jovial" del Estilo Internacional según Yorck Förster, conservador del Museo Alemán de Arquitectura de Frankfurt. Tras mudarse de Princeton, Nueva Jersey, donde fue profesor visitante en la Universidad de Princeton, Mann se estableció temporalmente en el 740 de Amalfi Drive en Pacific Palisades, antes de la finalización de su casa, a la que se mudó el 5 de febrero de 1942.
Mann era parte del Exilliteratur, un grupo de escritores, artistas e intelectuales alemanes en el exilio. Mann y otros exiliados asistían a lecturas en la casa del escritor Lion Feuchtwanger, Villa Aurora, también en Pacific Pallisades. Mann escribió el Doctor Faustus y El Santo Pecador durante su estancia en la casa.
Susan Sontag relató haber tomado un té con Mann en la casa en su cuento "Peregrinaje", publicado en The New Yorker en diciembre de 1987. Sontag había encontrado el número de Mann en una guía telefónica, y estaba tan nerviosa por encontrarse con él que ella y un amigo se sentaron durante dos horas en un automóvil para ensayar su encuentro. De hecho, la reunión fue el punto de partida para el interés de por vida de Sontag en Thomas Mann y su trabajo.
Después de la Segunda Guerra Mundial, Mann se alarmó por lo que percibió como un clima político sombrío en Estados Unidos, y emigró a Suiza con su esposa, Katia, en 1952. La casa fue vendida en 1953 por 50.000 dólares, varios meses después de la emigración de Mann, a Chester Lappen, un abogado. Mann murió en Zúrich en 1955, y miraría fotografías de la casa en sus últimos años, describiéndola como "... tan completamente mía".

## Después de Mann
Lappen puso una placa en inglés y alemán para indicar la residencia de Mann en la casa. Chester Lappen murió en 2010, y la casa permaneció en su familia, pero se consideró ponerla en venta en 2012. El crítico Alex Ross, al escribir en The New Yorker, consideró que: "quizás el mercado de bienes raíces esté destinado a extenderse por la casa Mann como lo ha hecho en muchos otros lugares notables. Cosas peores habrán sucedido en el mundo. Para cualquiera que ame el trabajo de Mann, o que aprecie la historia de la cultura de los emigrantes europeos en Los Ángeles, la demolición de la casa del Nº 1550 de San Remo Drive se sentiría casi como la destrucción de una era ".
La casa se alquiló en 2012 por 15 000 al mes y se puso en venta en 2016 por 14 995 000 dólares. La casa se comercializó como un potencial "derribo", sin mencionar a Mann en la propaganda de ventas. Surgieron llamamientos para la preservación de la casa después del anuncio de que estaba a la venta, y la posibilidad de su destrucción. En el momento de su venta potencial, la casa no estaba sujeta a ninguna orden de protección histórica local. La casa fue comprada por el Gobierno de Alemania en noviembre de 2016 por 13,25 millones de dólares. Se planea una restauración de dos años de la casa, con el objetivo de crear un centro residencial para artistas y un lugar para el "diálogo transatlántico". El Ministro de Asuntos Exteriores de Alemania, Frank-Walter Steinmeier, dijo que la casa proporcionaba: "un hogar para tantos alemanes que luchaban por un futuro mejor para nuestro país y por una sociedad más abierta ... Es con este espíritu que queremos revivir la villa de Thomas Mann ".